# Maurice Alhoy
Philadelphe-Maurice Alhoy (Parigi, 1802 – Parigi, 27 aprile 1856) è stato un giornalista, scrittore e drammaturgo francese.

## Il giornalista
Sotto la Restaurazione e la monarchia di luglio, mentre "ogni giorno vedeva nascere un nuovo foglio" (E. de Mirecourt), Maurice Alhoy fonda Le Philanthrope (1825), "giornale dedicato alla beneficenza, alla morale e al bene pubblico", Le Dandy, Le Pauvre Jacques (1829), Il Journal des familles, la Gazette des enfants, il Moniteur des gourmands, L’Ours (1834), giornale scritto "da una società di bestie con unghie e denti". Partecipa alla stesura di diversi altri giornali, tra cui un "giornale-vaudeville", La Foire aux idées (1849). Ma rimarrà soprattutto l'ideatore, con Étienne Arago, di Le Figaro il 14 gennaio 1826. Gli inizi sono difficili; il giornale fu venduto due mesi dopo ad Auguste Le Poitevin de L'Égreville, poi a Victor Bohain che ne prese la direzione.
A questa vena giornalistica si possono allegare una serie di opere relative sia alla narrativa storica che all'indagine giornalistica, e alle condizioni di vita delle popolazioni emarginate: Les bagnes: Rochefort (1830), Les bagnes: histoires, types, mœurs, mystères (1845), Les brigands et bandits célèbres (1845), Les prisons de Paris (con Louis Lurine, 1846). Due anni dopo, sotto la sua direzione, fu pubblicata una Biografia parlamentare dei rappresentanti del popolo nell'Assemblea Nazionale Costituente del 1848, redatta da una "società di pubblicisti e letterati", dove troviamo i suoi amici Étienne Arago e Louis Lurine. Insieme ad altri scrittori e pubblicisti, ha partecipato a raccolte di testi collettivi, tra cui Paris Révolutionnaire, «foyer de lumières et d'insurrection» (6 vol., 1833-1834), Nouveau tableau de Paris au XIX siècle (1834-1835) così come Paris historique, pittoresque et anecdotique (Le Luxembourg, vol.7, 1855)..

## Il drammaturgo
Crea per la scena molti spettacoli (più di quaranta) nello stile dell'epoca.: commedie-vaudeville, drammi, melodrammi, riviste e varietà, scritti quasi sempre in collaborazione e che ha firmato con il suo nome (Philadelphe o Philadelphe-Maurice) o sotto vari pseudonimi (Depontchartrain o de Pontchartrain, Saint-Gervais o "l'eremita del Lussemburgo"). Alcuni titoli del repertorio daranno un'idea del contenuto: L'agent de change ou Une fin de mois, dramma in 3 atti tratto da Beaumarchais (1825), La Vogue, vaudeville (1825), Bergami et la reine d'Angleterre, dramma in 5 atti (1833), Le Magasin pittoresque (1834).
La sua conoscenza del mondo della scena e dei suoi protagonisti trova riscontro molto presto nella pubblicazione del Dictionnaire théâtral (secondo il sottotitolo "douze cent trente trois vérités sur les directeurs, régisseurs, acteurs, actrices et employés des divers théâtres"), scritto in collaborazione con Charles Jean Harel e Auguste Jal (1ª ed. 1824. Un anno dopo pubblicò la Grande biographie dramatique, ou Silhouette des acteurs, actrices, chanteurs, cantatrices, danseurs, danseuses... (1825) che firmò con lo pseudonimo L'Ermite du Luxembourg. L'articolo Varietà del Dictionnaire théâtral focalizza opportunamente l'interesse di questa forma di spettacolo: "La situation la plus avantageuse, une salle charmante et un ensemble rare de talents variés ont peut-être moins fait encore pour la prospérité de ce théâtre que la licence et le ton des ouvrages dont son répertoire est uniformément composé"..

## Altre pubblicazioni

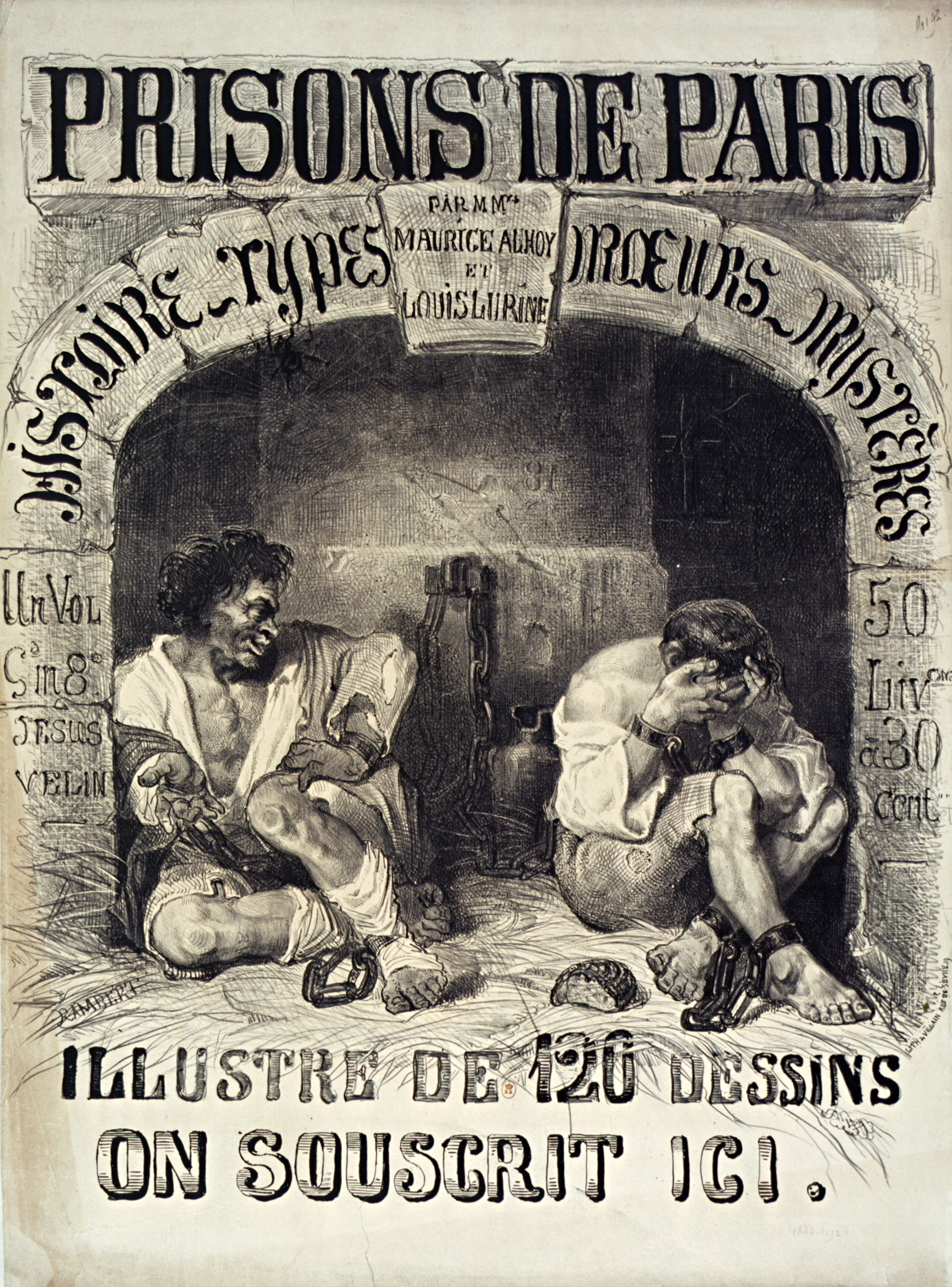
Manifesto litografico di abbonamento per Les Prisons de Paris (Charles-Désiré Rambert, 1844).

Parallelamente alla sua attività teatrale, scrive, in un registro comico o umoristico, testi di accompagnamento per gli album illustrati: Les Cent et un Robert Macaire (con Louis Huart, disegni di Honoré Daumier, 1839) e Le Musée pour rire, dessins par tous les caricaturistes de Paris (con Louis Huart e Charles Philipon, 1839-1840). È anche autore di diverse Physiologies, allora molto di moda: quella del viaggiatore (ill. di Daumier e Ange-Louis Janet-Lange, 1841), della lorette (ill. di Paul Gavarni, 1841), del creditore e del debitore (ill. di Janet-Lange, 1842).
A lui dobbiamo anche Les Fleurs Historiques (con Jules Rostaing, 1852) e Les Mémoires de Bilboquet, recueillis par un bourgeois de Paris (con Taxile Delord e Edmond Texier, 1854). Nel 1836 aveva pubblicato con Jacques-Germain Chaudes-Aigues (intervenendo sotto il mezzo pseudonimo di Jacques de Chaudesaigues) un romanzo intitolato Sous le froc, le chartreux ispirato a un soggiorno di diversi mesi al convento della Grande Trappe.

## Opere teatrali (parziale)
- 1824: Le Tableau de Téniers, ou l'Artiste et l'ouvrier, vaudeville in 1 atto, con Charles Dupeuty e Ferdinand de Villeneuve;
- 1824: La Famille du charlatan, folie-vaudeville in 1 atto, con Armand-François Jouslin de La Salle e Alphonse de Chavanges;[6]
- 1825: Les acteurs à l’auberge, commedia in 1 atto, con Francis baron d'Allarde e Jouslin de La Salle;[7]
- 1825: La Vogue, vaudeville à grand spectacle, con Francis d'Allarde e Jouslin de La Salle
- 1825: L'Agent de change ou Une fin de mois, dramma in 3 atti, da Beaumarchais, con Baudouin d'Aubigny e Jean-Toussaint Merle;
- 1825: La Mauvaise langue de village, commedia-vaudeville in 1 atto, con Jouslin de La Salle;
- 1825: La Corbeille de mariage ou les Étrennes du futur, vaudeville in 1 atto, con Jouslin de La Salle e Léopold Chandezon;
- 1827: La Revue au galop, vaudeville in 1 atto, con Dupeuty e Jouslin de La Salle;
- 1826: Le Tambour et la musette, tableau-vaudeville in 1 atto, con Jouslin de La Salle e Charles Nodier;
- 1828: Les Employés, commedia-vaudeville in 1 atto, con Francis d'Allarde;
- 1832: Les Chemins en fer, vaudeville-revue in 1 atto, con Étienne Arago e Charles Desnoyer;[8]
- 1833: Bergami et la reine d'Angleterre, dramma in 5 atti e in 6 quadri, con Dupeuty e Louis Marie Fontan;
- 1840: La Correctionnelle, con Dupeuty e Michel-Nicolas Balisson de Rougemont;
- 1851:  Les Quenouilles de verre , féerie-vaudeville in 3 atti e 8 quadri, con Michel Delaporte;